# HMS Intrepid (1936)
HMS Intrepid (D10) — (рус. неустрашимый) британский эскадренный миноносец типа «I», принимавший участие во Второй мировой войне. Потоплен в Эгейском море немецкой авиацией в сентябре 1943 года.
В ходе войны Интерпид атаковал и потопил немецкую подводную лодку U-45 к юго-западу от Ирландии 14 октября 1939 года, совместно с эсминцами HMS Ivanhoe (D16) и HMS Inglefield (D02). Эсминец принял участие в преследовании и уничтожении линкора «Бисмарк» в мае 1941 года, и в операции Пьедестал по проводке конвоя на Мальту в августе 1942 года.
В 1942 году с целью сбора средств на содержание корабля шефство над эсминцем взял город Uxbridge .

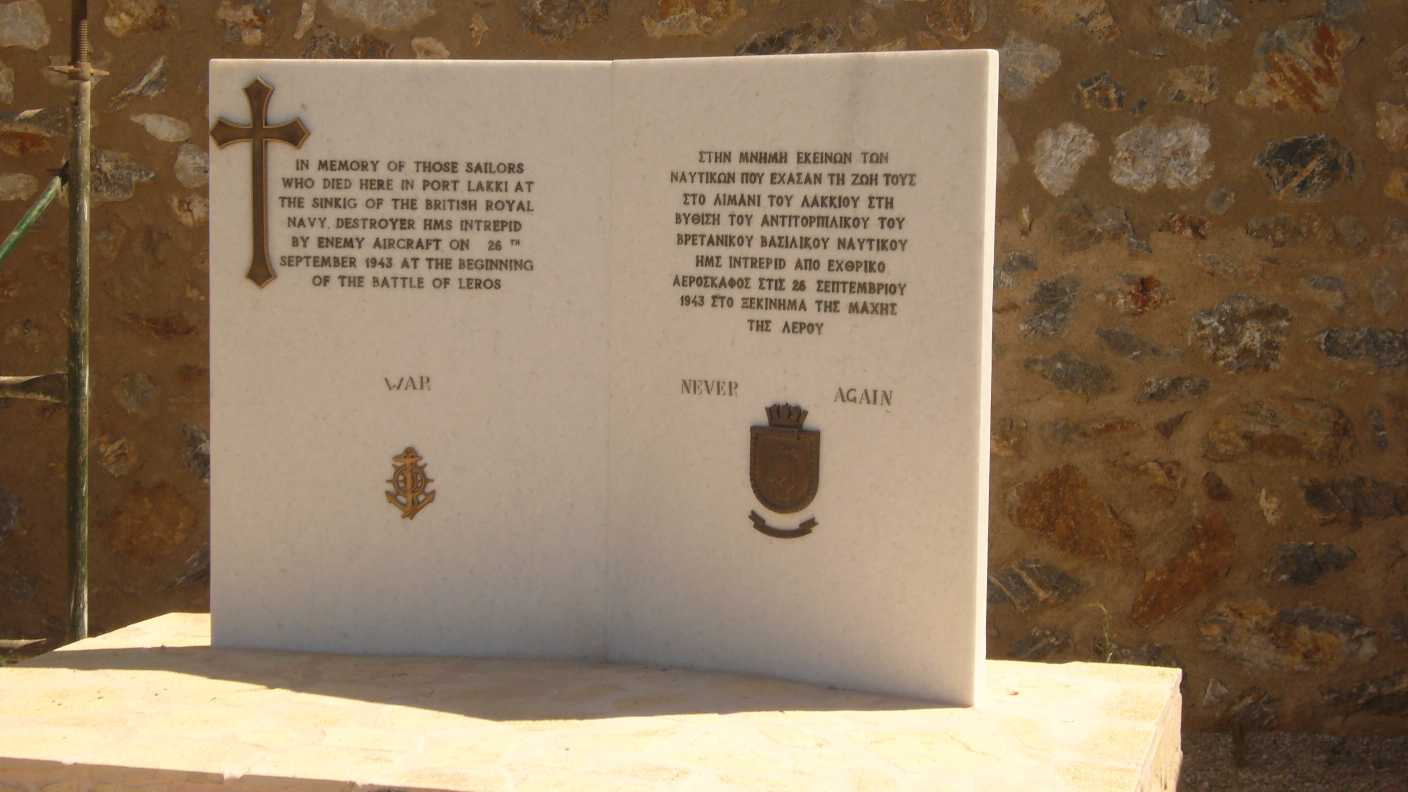
Памятник экипажу эсминца Intrepid в Лакки, остров Лерос

Во время операции в районе архипелага Додеканес (Додеканесская операция), Intrepid был атакован немецкими самолетами Ju 88 и потоплен в заливе Лакки, остров Лерос 27 сентября 1943 года. Это был второй корабль, потерянный коммандером Charles de Winton Kitcat в годы войны. Первым был HMS Imperial (D09), потерянный во время эвакуации союзных войск с острова Крит в 1941 году (см. Критская операция)